# Avenida de Federico Soto
La avenida de Federico Soto, también conocida como Paseo Soto, es una amplia avenida, situada en el centro de la ciudad española de Alicante, que dispone de un paseo central ajardinado a modo de rambla. Junto con las avenidas del Doctor Gadea y del General Marvá, forma un gran eje urbano, de un kilómetro de longitud y perpendicular al mar, que se prolonga desde las faldas del Monte Tossal hasta el Parque de Canalejas, y por extensión, al puerto de la ciudad. Recibe su nombre del alcalde de Alicante Federico Soto Mollá (1910-1912).

## Descripción
Atendiendo a la numeración de las calles, la avenida tiene una orientación sureste-noroeste, que se extiende desde la glorieta de la plaza de Calvo Sotelo hasta la emblemática plaza de los Luceros. Esta avenida sirve de límite entre el barrio Ensanche Diputación y el Centro.
Es la avenida central del eje Gadea-Soto-Marvá y se distingue por ser la más comercial y transitada de las tres. Cuenta con numerosos negocios, entre los que destaca un edificio del centro comercial El Corte Inglés (antiguo Galerías Preciados) que hace esquina con la avenida de Maisonnave. Además, con motivo de las diferentes ferias que tienen lugar durante el año (del libro, outlets, etc.) se instalan casetas comerciales a lo largo del paseo central para la venta al público. 
Desde las bocacalles de esta avenida pueden observarse el cercano edificio Riscal (el rascacielos más alto de la ciudad) y el castillo de Santa Bárbara. En el extremo norte del paseo central de la avenida existe un acceso a la estación subterránea de Luceros del TRAM de Alicante.

## Puntos de interés
De norte a sur:
- Plaza de los Luceros: la plaza más emblemática de la ciudad. Separa la avenidas General Marvá y Federico Soto.
- Plaza de Calvo Sotelo: plaza contigua a las avenidas, en el tramo en que comienza Federico Soto y termina Doctor Gadea.
- Monumento a Maisonnave: monumento al primer alcalde de Alicante elegido por sufragio masculino.
- Cruz de los Caídos: monumento en forma de cruz que conmemora a los fallecidos de ambos bandos enfrentados en la Guerra Civil.